# Arachnactis
Genre
Arachnactis est un genre de cnidaires anthozoaires de la famille des Arachnactidae.

## Liste des espèces
Selon World Register of Marine Species (09 janvier 2023) :
- Arachnactis albida Sars, 1846
- Arachnactis indica Panikkar, 1947
- Arachnactis panikkari Nair, 1949
- Arachnactis sibogae McMurrich, 1910
- Arachnactis valdiviae Carlgren, 1924

## Systématique
Le nom valide complet (avec auteur) de ce taxon est Arachnactis Sars, 1846.